# کاوکاسیا (انتیوکیا)
کاوکاسیا (انتیوکیا) (به اسپانیایی: Caucasia, Antioquia) یک سکونتگاه مسکونی در کلمبیا است که در Bajo Cauca Antioquia Subregion واقع شده‌است.

## خصوصیات
کاوکاسیا ۱٬۴۱۱ کیلومترمربع مساحت و ۸۳٬۷۰۷ نفر جمعیت دارد و ۱۵۰ متر بالاتر از سطح دریا واقع شده‌است.